# Amphinemura flavinotus
Amphinemura flavinotus är en bäcksländeart som beskrevs av Tatemi Shimizu 1997. Amphinemura flavinotus ingår i släktet Amphinemura och familjen kryssbäcksländor. Inga underarter finns listade i Catalogue of Life.